# Trastevere
Trastevere, in dialetto romanesco Tréstevere, è il tredicesimo e più esteso rione di Roma, indicato con R. XIII.
Il toponimo indica anche la zona urbanistica 1B del Municipio Roma I di Roma Capitale.

## Origini del nome
Il nome deriva dal latino trans Tiberim, ovvero "al di là del Tevere", che era già il nome antico della corrispondente regione augustea, perché la città ebbe origine e principale sviluppo sulla sponda opposta.

## Geografia fisica

### Territorio
Si trova sulla riva destra del Tevere e a sud della Città del Vaticano, e comprende la pianura sull'ansa del fiume e la collina del Gianicolo. È delimitato a sud e ovest dalle Mura gianicolensi, a nord dalla galleria Principe di Savoia-Aosta (PASA) e a est dal fiume Tevere.
Il rione confina con:
- a nord con il rione Borgo
- a est, al di là del Tevere[1], con i rioni Ponte, Regola, Ripa e Testaccio
- a ovest e sud con i quartieri Aurelio, Gianicolense e Portuense

## Storia

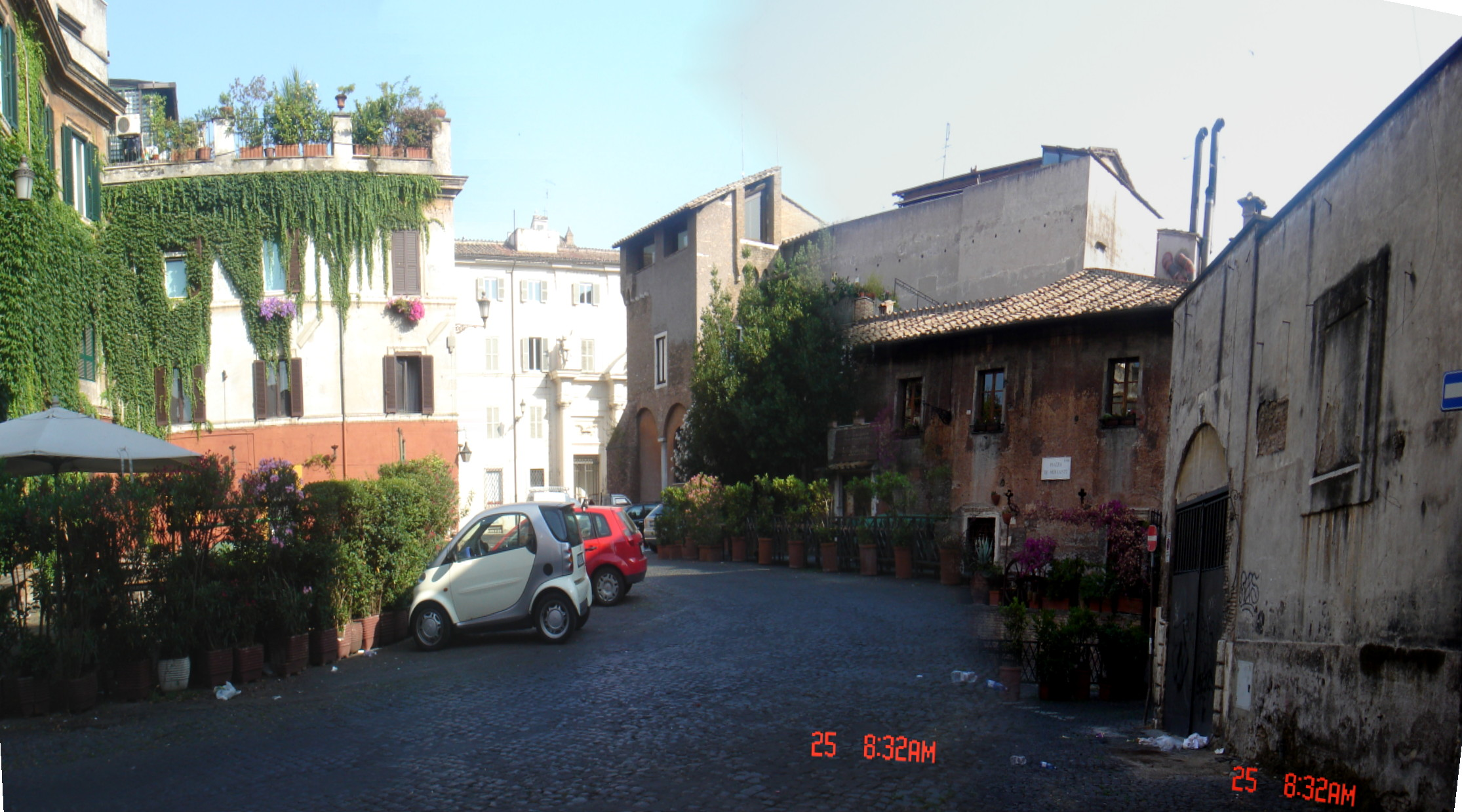
Piazza dei Mercanti

Al tempo della fondazione di Roma la zona di Trastevere era una terra ostile che apparteneva agli Etruschi di Veio (litus tuscus o ripa veiens), contesa con la neonata città perché strategica per il controllo del fiume, del guado dell'isola Tiberina e dell'antico porto fluviale. Venne poi collegata con il resto della città tramite il pons Sublicius, da cui partiva la via Campana verso le saline sul mar Tirreno e in seguito la via Aurelia verso le città etrusche.
In età repubblicana si popolò di quei lavoratori le cui attività erano legate al fiume, come marinai e pescatori, insieme a immigrati orientali, principalmente ebrei e siriani. Per questo nella zona sorsero alcuni templi di culti orientali, tra cui il cosiddetto Santuario siriaco del Gianicolo.
La considerazione della zona come parte della città inizia con l'imperatore Augusto, che divise il territorio di Roma in 14 regioni; l'attuale Trastevere era la quattordicesima ed era chiamata Regio Transtiberim. La regione rimase però fuori dalle mura fino alla costruzione delle Mura aureliane, che inglobarono Trastevere con le porte Settimiana, Aurelia e Portuense.
Grazie al carattere suburbano del territorio, nel periodo imperiale molte personalità decisero di costruire la propria villa a Trastevere, tra cui quella di Clodia, amica di Catullo, e quella di Giulio Cesare (Orti di Cesare). I resti di una villa romana, i cui affreschi sono conservati presso palazzo Massimo alle Terme, sono stati rinvenuti nei pressi dell'attuale villa Farnesina. Altre evidenze antiche sono principalmente quelle dell'excubitorium della VII Coorte dei vigili, le domus poste sotto le chiese di Santa Cecilia e di San Crisogono e i resti rinvenuti sotto l'ex Conservatorio di San Pasquale Baylon.

Trastevere nel Medioevo aveva vie strette, tortuose e irregolari; inoltre, a causa dei mignani, avancorpi sporgenti lungo le facciate delle case, non c'era spazio sufficiente per il passaggio dei carri. Alla fine del Quattrocento tali mignani furono demoliti, ma nonostante ciò Trastevere rimase un labirinto di viottoli. Forte era il contrasto tra le ricche e possenti abitazioni dei signori e le casupole delle persone più povere. 

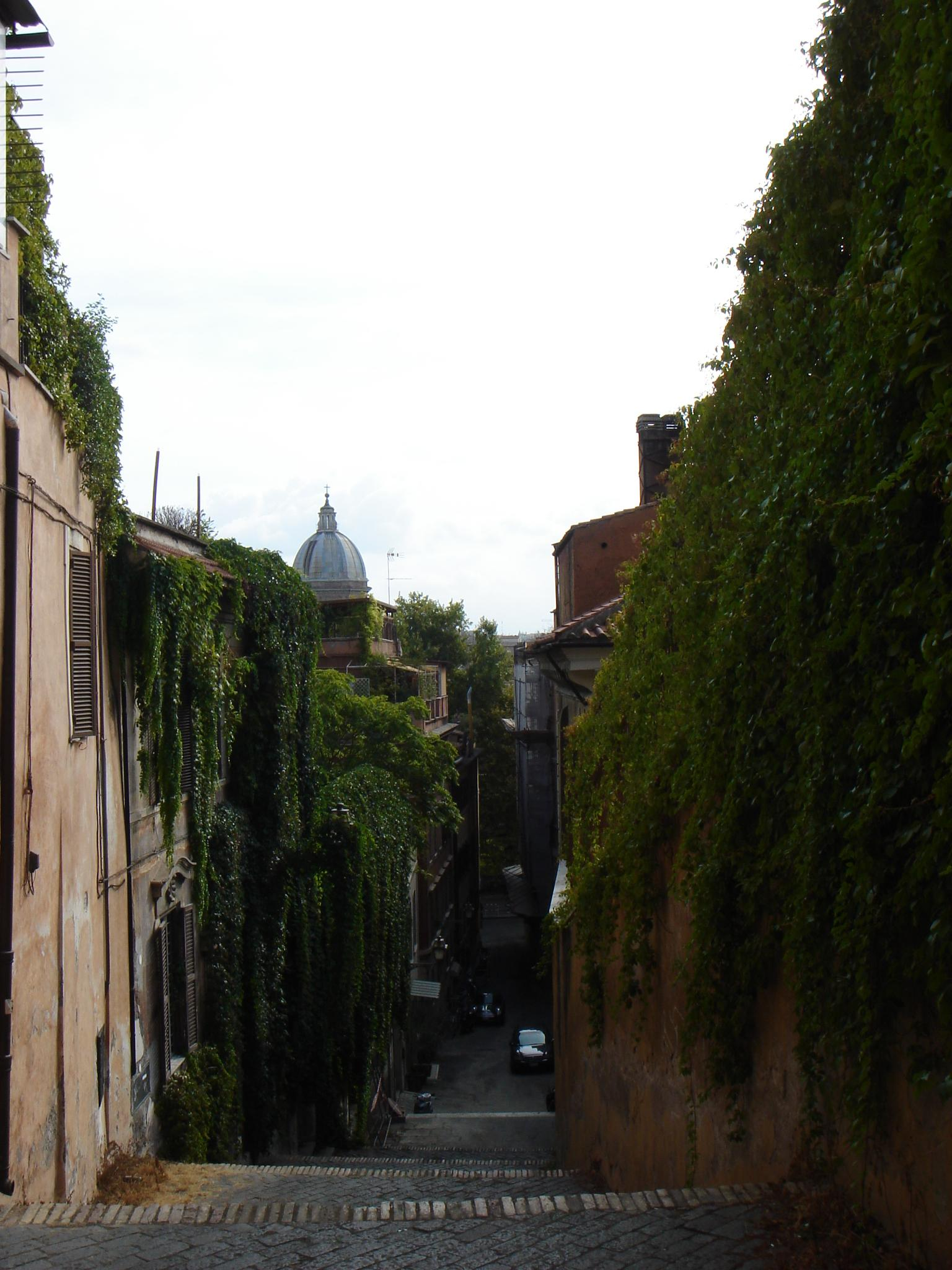
La Salita Sant'Onofrio

Le strade non ebbero alcun tipo di lastricazione fino alla fine del Quattrocento grazie all'intervento di papa Sisto IV, che fece pavimentare alcune strade prima con mattoni di laterizi messi a spina di pesce, poi con i sampietrini, più adatti alle ruote dei carri.
L'acqua fu portata nel rione nel 1612, grazie all'acquedotto dell'Acqua Paola, voluto da Papa Paolo V, le cui sorgenti sono vicine al lago di Bracciano, riutilizzando l'antico acquedotto Traiano. Le Mura gianicolensi furono erette nel 1643 da papa Urbano VIII a maggior protezione della riva destra del Tevere, su un tracciato diverso rispetto alle antiche Mura aureliane, che furono demolite, con l'inclusione della zona di via della Lungara e lo spostamento di porta Portese.
Nel 1586 papa Sisto V fissò i quattordici rioni storici di Roma, e in tale suddivisione Trastevere era il XIII. Nel 1744 papa Benedetto XIV compì una revisione della delimitazione dei rioni, dando a Trastevere gli attuali confini.
Dopo il 1870 furono costruiti i muraglioni per bloccare le inondazioni del Tevere: ciò portò sicuramente una maggiore sicurezza a prezzo della distruzione di tutti i posti più caratteristici che si trovavano sulla riva.

Grazie al parziale isolamento al di là del Tevere e all'ambiente popolare fin dal tempo dell'antica Roma, gli abitanti di Trastevere, chiamati trasteverini, venivano a formare quasi una popolazione a sé stante: popolani di nota tenacia, fierezza e genuinità. Inoltre, le donne erano considerate molto belle, con occhi e capelli molto scuri e dai bei lineamenti. Tra la fine dell'Ottocento e gli inizi del Novecento ebbe discreta fama nel rione e nella città la figura di Romeo Ottaviani detto er Tinèa, bullo, er più de Trastevere, morto accoltellato in via del Moro.

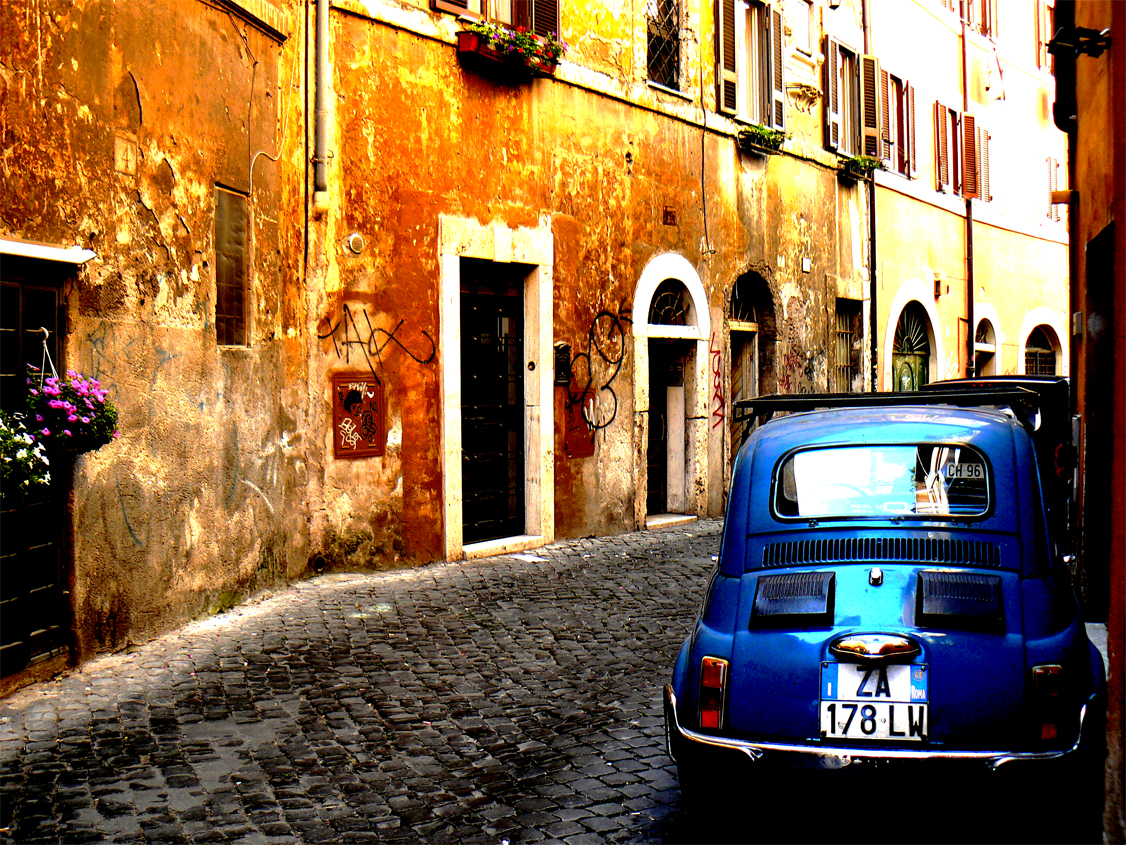
Scorcio di una tipica strada di Trastevere.

Nel rione nacque Alberto Sordi, in una casa demolita ricordata in una targa commemorativa in via San Cosimato.
Sebbene la popolazione residente sia ormai molto mutata, Trastevere mantiene ancora il suo carattere grazie ai vicoli tortuosi su cui si affacciano edifici medioevali. La notte si riempie di persone, sia italiane che straniere, grazie alla gran numero di trattorie e ristoranti tipici, locali e pub.

### Stemma
Testa di leone d'oro in campo rosso.
Una soluzione assai verosimile o "ufficiosa" sul significato viene suggerita dalle note d'uno studioso romano dell'Ottocento, Giuseppe Baracconi, il quale ricorda che dal 1100 al 1414 un leone – simbolo vivente di potenza e maestà – venne sempre custodito in una gabbia posta ai piedi del colle fatale del Campidoglio. Un giorno un ragazzo si accostò troppo alla gabbia e venne dilaniato, sicché si decise di sopprimere la fiera: ciò avvenne in una domenica di novembre 1414, nello stesso Palazzo Senatorio. Il leone così scomparve dal Campidoglio e fu in seguito sostituito da una lupa. La prestigiosa spoglia ferina fu donata al capo del rione Ripa (nel quale a suo tempo ricadeva anche il Trastevere) che la seppellì in un suo orto al di là del Tevere.
Da allora quella sepoltura divenne un importante luogo di riferimento e di orgoglio popolare. In tal modo, quando nella seconda metà del Settecento venne effettuata la prima ripartizione moderna dei rioni storici – con la separazione fra l'altro di Trastevere da Ripa – al momento dell'assunzione d'un emblema araldico Ripa scelse il timone d'una nave mentre il nuovo ripartimento transtiberino scelse la caput leonis.

## Monumenti e luoghi d'interesse

### Architetture civili

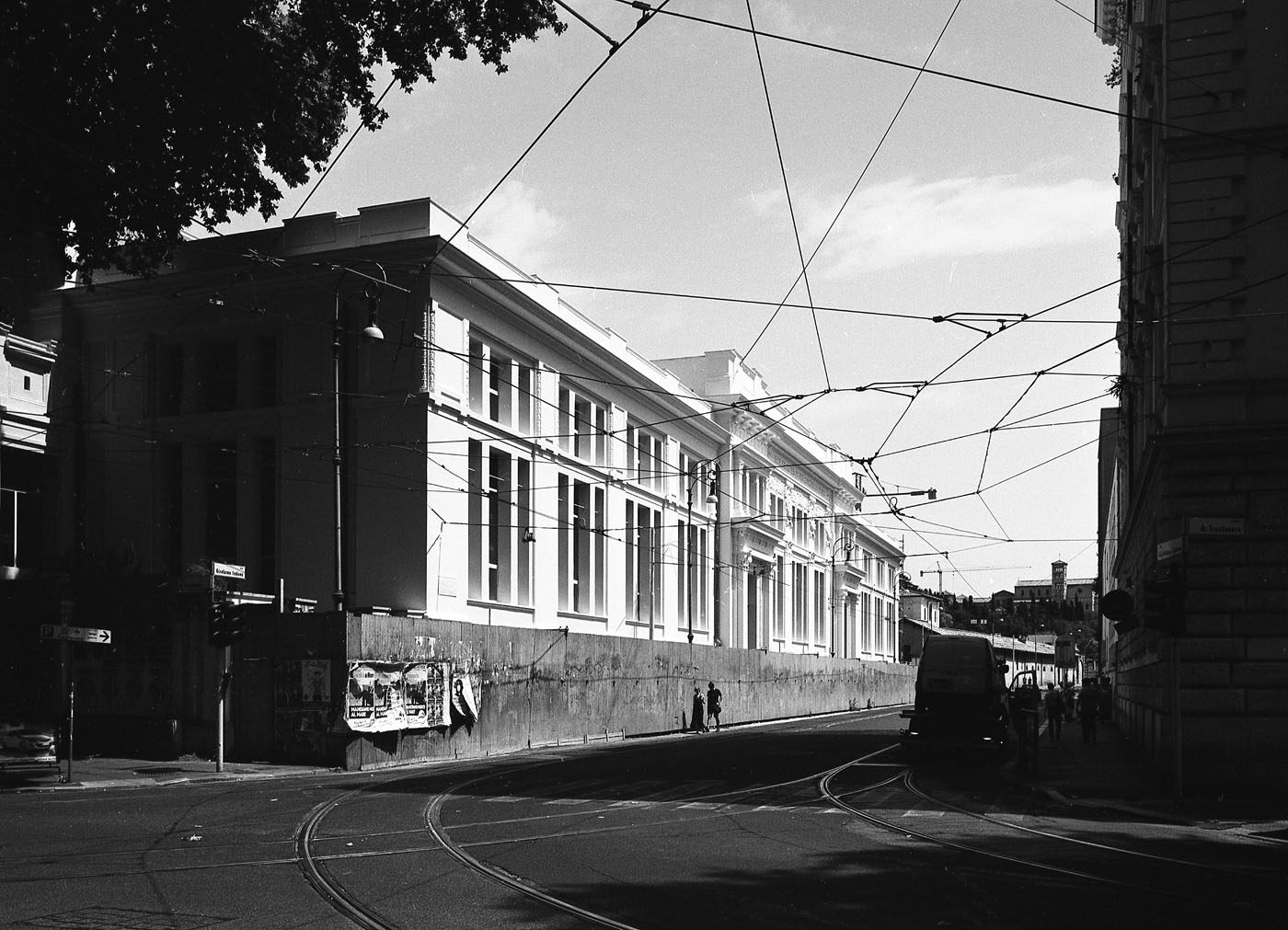
Il Palazzo degli Esami in via Girolamo Induno

- Casa medievale di vicolo della Luce. Nel medioevo questo tipo di edifici veniva chiamato domus solaratae.[4] L'ingresso è esterno all'edificio, del tipo preforolum, una sorta di barsolo. Nel corso dei secoli l'edificio è rimasto abbastanza inalterato, così come dimostra un dipinto di Ettore Roesler Franz.[4] Fu restaurato nel 1985.[4][5]
- Palazzo Corsini alla Lungara, su via della Lungara. Edificio del XV secolo (1400).

Ha qui sede l'Orto botanico di Roma.
- Palazzo di San Callisto, su piazza Santa Maria in Trastevere, 1610-18, parte delle Zone extraterritoriali della Santa Sede in Italia.
- Palazzo Dal Pozzo, su piazza di San Callisto
- Palazzo Del Cinque a Trastevere, su vicolo del Cinque
- Villa Farnesina, su via della Lungara. Edificio del XVI secolo (1506-12).
- Villa Lante, sulla passeggiata del Gianicolo. Edificio del XVI secolo (1518-31).
- Villa Sciarra, su via Calandrelli, internamente e a ridosso delle Mura gianicolensi.
- Villa Spada al Gianicolo, su via Giacomo Medici. Edificio del XVII secolo e sede dell'ambasciata d'Irlanda in Italia (1639).
- Villa Alibert, su via degli Orti d'Alibert.
- Carcere di Regina Coeli, su via della Lungara. Edificio del XVII secolo (1654), convertito all'uso attuale nel 1881.
- Complesso monumentale di San Michele a Ripa Grande, su porto di Ripa Grande. Edificio del XVII secolo (1686-1834)
- Casa dei Canonici di Santa Maria in Trastevere, in piazza Santa Maria in Trastevere
- Ex Manifattura Pontificia dei Tabacchi, su piazza Mastai. Edificio del XIX secolo (1860-63).
- Palazzo degli Esami, su via Girolamo Induno. Edificio del XX secolo (1912).
- Palazzo del Ministero della pubblica istruzione, su viale di Trastevere. Edificio del XX secolo (1912-25)
- Villa Leone Caetani, su via Giacomo Medici. Edificio in stile barocchetto del XX secolo (1922). 41.886562°N 12.462404°E

Progetto dell'architetto Tullio Passarelli, sede della Curia Generalizia dei Padri Barnabiti.
- Ex Casa della Gioventù Italiana del Littorio (GIL), su largo Ascianghi. Edificio del XX secolo (1933). 41.884672°N 12.47204°E

Progetto dell'architetto Luigi Moretti su commissione dell'Opera nazionale Balilla (ONB).
- Cinema America, su via Natale Del Grande. Cinema dismesso del XX secolo (1955-1956).

### Architetture religiose

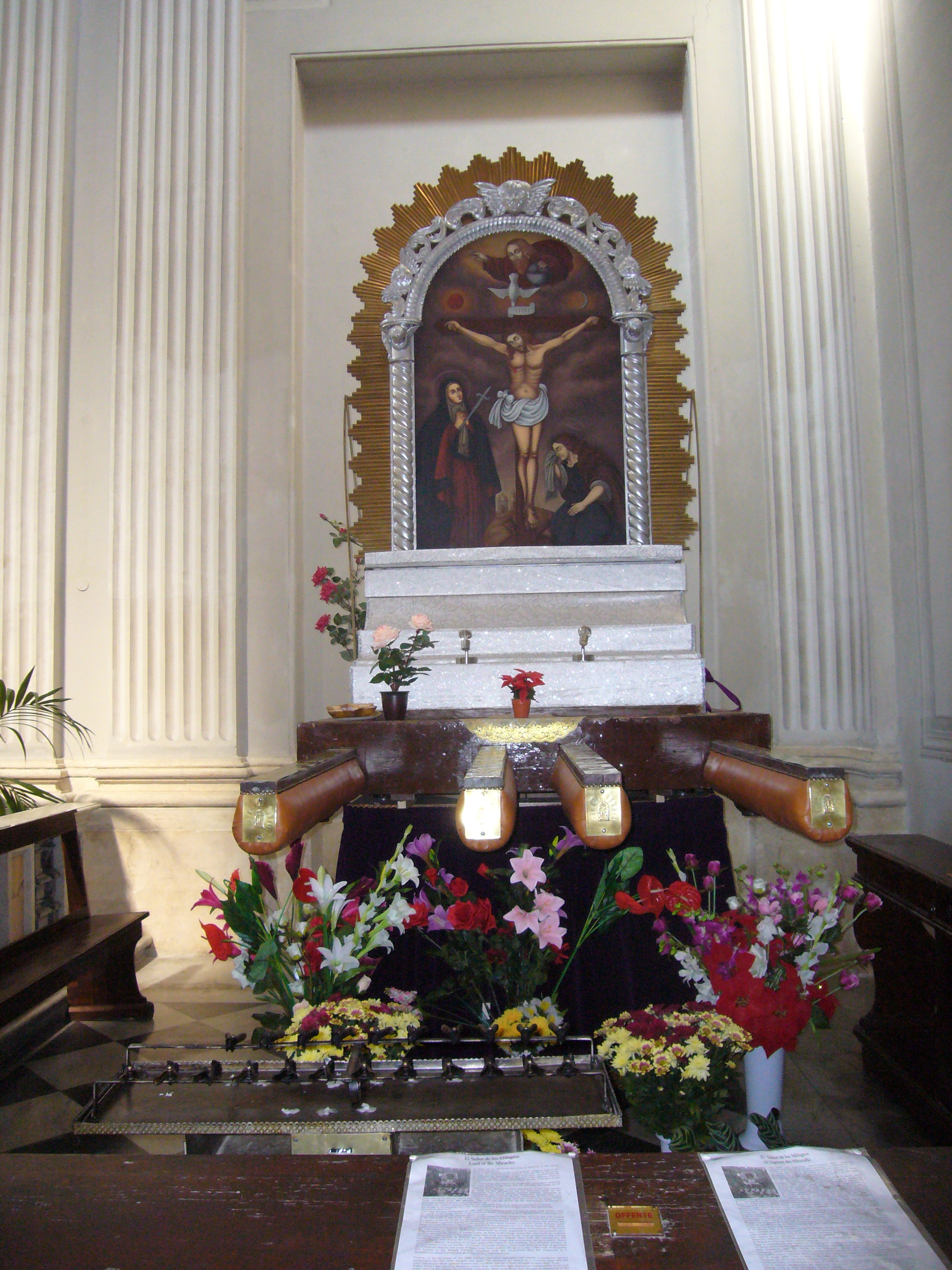
Santa Maria della Luce, altare e portantina del Signore dei Miracoli

- Basilica di Santa Maria in Trastevere
- Chiesa di Santa Maria dell'Orto
- Basilica di San Crisogono
- Basilica di Santa Cecilia in Trastevere
- Chiesa di Santa Maria dei Sette Dolori
- Chiesa di San Pietro in Montorio
- Chiesa di San Callisto
- Chiesa di Sant'Agata in Trastevere
- Chiesa di Sant'Onofrio al Gianicolo
- Chiesa di San Benedetto in Piscinula
- Chiesa di Santa Maria della Luce
- Chiesa dei Santi Maria e Gallicano
- Chiesa delle Sante Rufina e Seconda
- Chiesa di Santa Margherita in Trastevere
- Chiesa di San Cosimato
- Chiesa dei Santi Quaranta Martiri e San Pasquale Baylon (o delle Zitelle)
- Chiesa di San Francesco a Ripa
- Chiesa di San Giovanni Battista dei Genovesi
- Chiesa di Santa Maria in Cappella
- Chiesa di Sant'Egidio
- Chiesa di Santa Maria della Scala
- Chiesa di Santa Dorotea
- Chiesa di San Giovanni della Malva in Trastevere
- Chiesa di Santa Croce alla Lungara (o delle Scalette o del Buon Pastore)
- Chiesa di San Giacomo alla Lungara (o in Settignano o in Settimiano)
- Chiesa di San Giuseppe alla Lungara
- Chiesa di San Giosafat al Gianicolo (di rito orientale)
- Chiesa di Sant'Antonio Maria Zaccaria
- Oratorio di Santa Maria Addolorata in Trastevere
- Chiesa di San Michele a Ripa
- Chiesa di Santa Maria del Buon Viaggio
- Chiesa del Sacro Cuore di Gesù a Villa Lante
- Chiesa di Santa Maria del Ritiro al Gianicolo
- Chiesa evangelica battista in Trastevere
- Monastero Saint Jean-Maroun, su via Angelo Masina. Monastero di inizio XX secolo (1906). 41.888211°N 12.46216°E

Monastero dell'Ordine antoniano maronita.
Sconsacrate
- Chiesa di Santa Maria della Visitazione e San Francesco di Sales (di competenza del carcere di Regina Coeli)
- Chiesa di Sant'Andrea dei Vascellari
- Chiesa di Santa Maria della Clemenza
- Chiesa di Santa Teresa del Bambin Gesù

Scomparse
- Chiesa di Santa Bonosa
- Chiesa di San Leonardo in Settignano
- Chiesa di Sant'Antonio da Padova in Montorio
- Oratorio dei Santi Teresa e Carlo
- Oratorio della Beata Vergine del Carmine
- Chiesa di Sant'Apollonia
- Chiesa di Santa Maria Regina Coeli alla Lungara
- Chiesa di Sant'Eligio dei Sellai
- Cappella di Santa Maria Maddalena nello Spedale de' Pazzi
- Cappella del Santissimo Crocifisso nel Cimitero di Santo Spirito
- Chiesa di Santa Maria del Rosario nel Cimitero di Santo Spirito

### Fontane
- Fontana dell'Acqua Paola al Gianicolo;
- Fontana di piazza Mastai;
- Fontana di Ponte Sisto, su piazza Trilussa.

### Altro
- Busti dei patrioti sul Gianicolo
- Casino di Donna Olimpia (1653). Distrutto per l'innalzamento dei muraglioni.
- Faro del Gianicolo
- Mausoleo Ossario Garibaldino, su via Garibaldi. Mausoleo del XX secolo (1941). Monumento ai caduti per Roma dell'architetto Giovanni Jacobucci.[7]
- Monumento a Giuseppe Garibaldi
- Monumento ad Anita Garibaldi
- Monumento a Giuseppe Gioachino Belli, in piazza Giuseppe Gioachino Belli.
- Monumento a Trilussa, in piazza Trilussa.
- Cencio la Parolaccia, in vicolo del Cinque.
- Busto di Anna Magnani, in via della Pelliccia.[8]
- Santuario siriaco del Gianicolo, in via Dandolo

## Musei
- Galleria nazionale d'arte antica di palazzo Corsini
- Museo della Repubblica Romana e della memoria garibaldina
- Museo di Roma in Trastevere
- Museo tassiano
- Orto botanico di Roma
- Spezieria di Santa Maria della Scala

## Geografia antropica

### Urbanistica

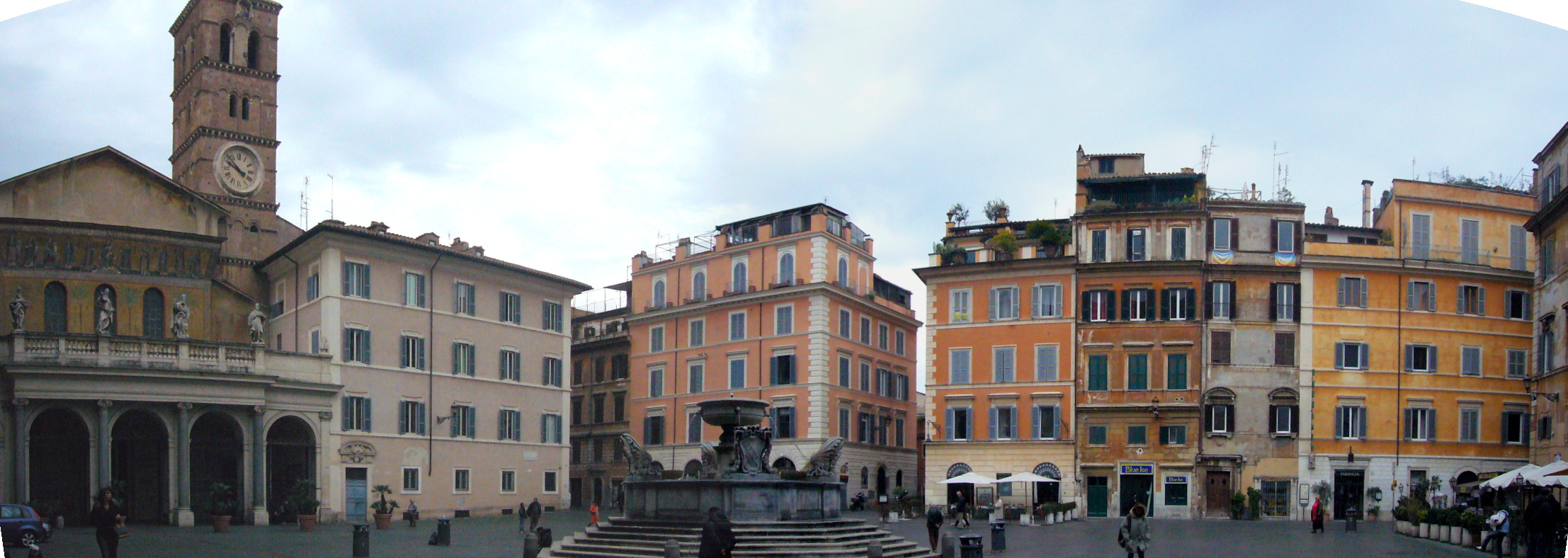
Piazza di Santa Maria in Trastevere

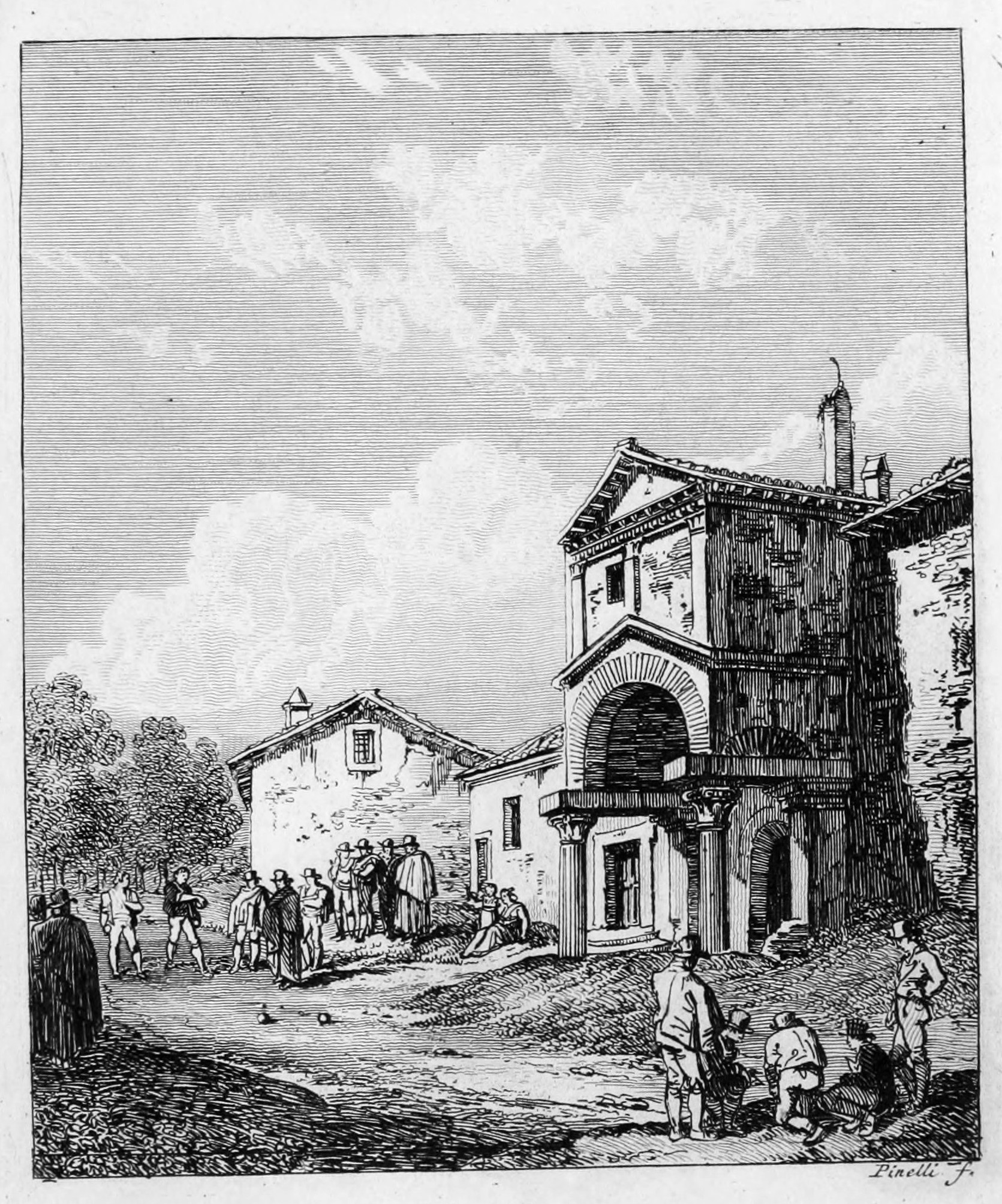
Piazza di San Cosimato nel 1834

Il rione nella parte più antica è un intreccio di vicoli punteggiati da numerose piccole piazze. Spiccano poi degli interventi successivi sul territorio, attuati per creare piazze più ampie e funzionali e generalmente risalenti all'apertura ottocentesca di viale di Trastevere e dei lungoteveri.
Nel primo tipo di piazze spiccano:
- Piazza di Sant'Egidio
- Piazza di Santa Maria in Trastevere

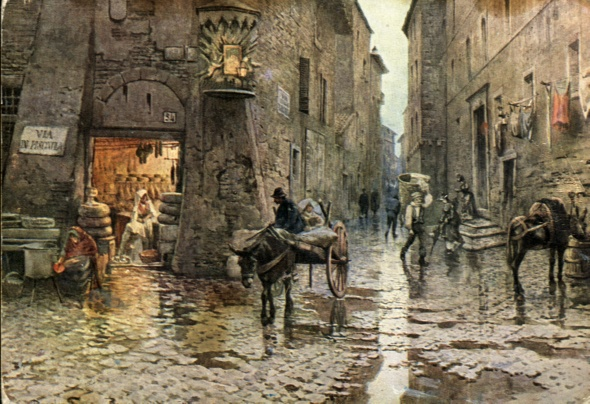
Via della Lungaretta in un quadro di Ettore Roesler Franz del 1880

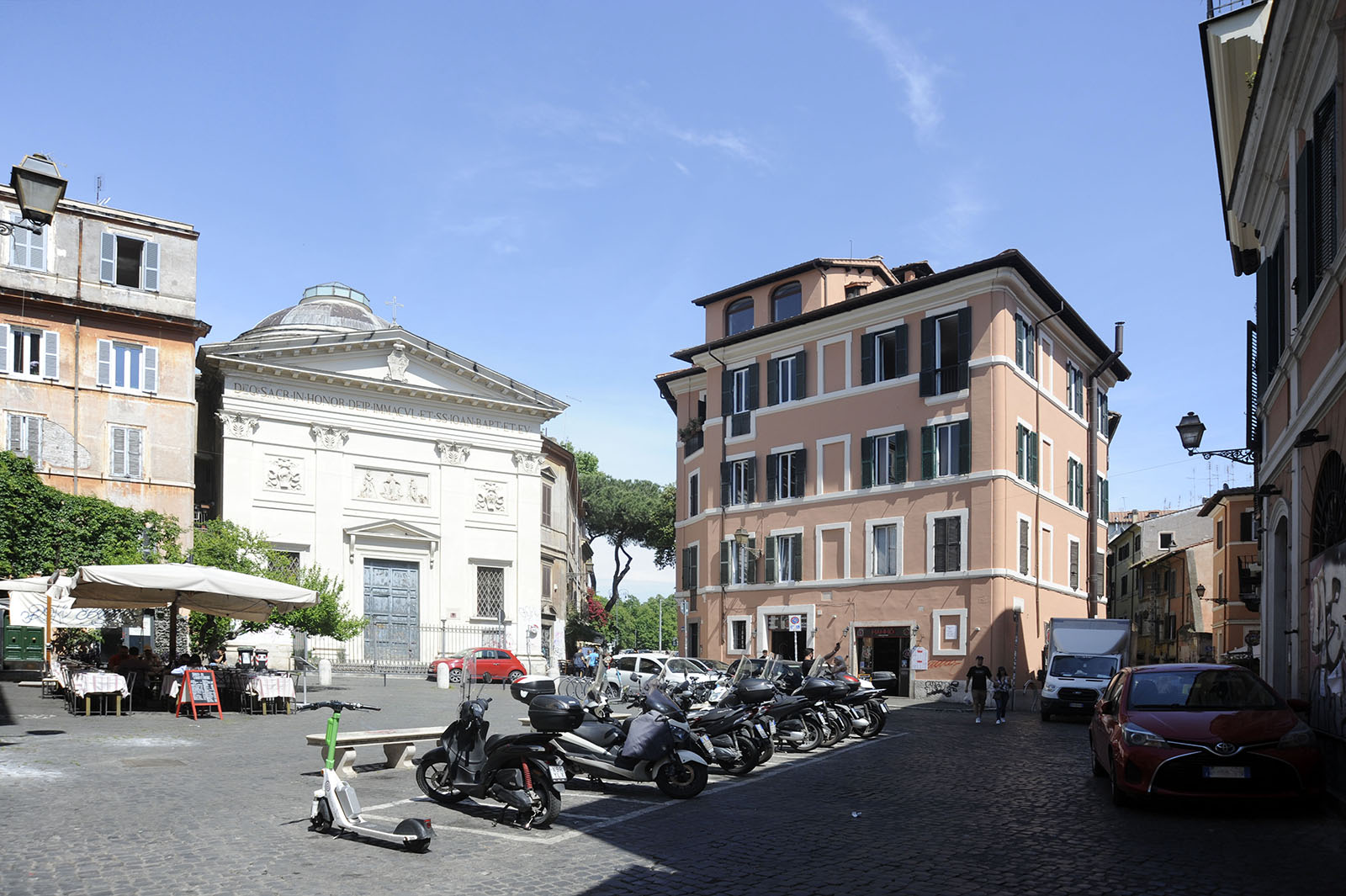
Piazza Giovanni della Malva

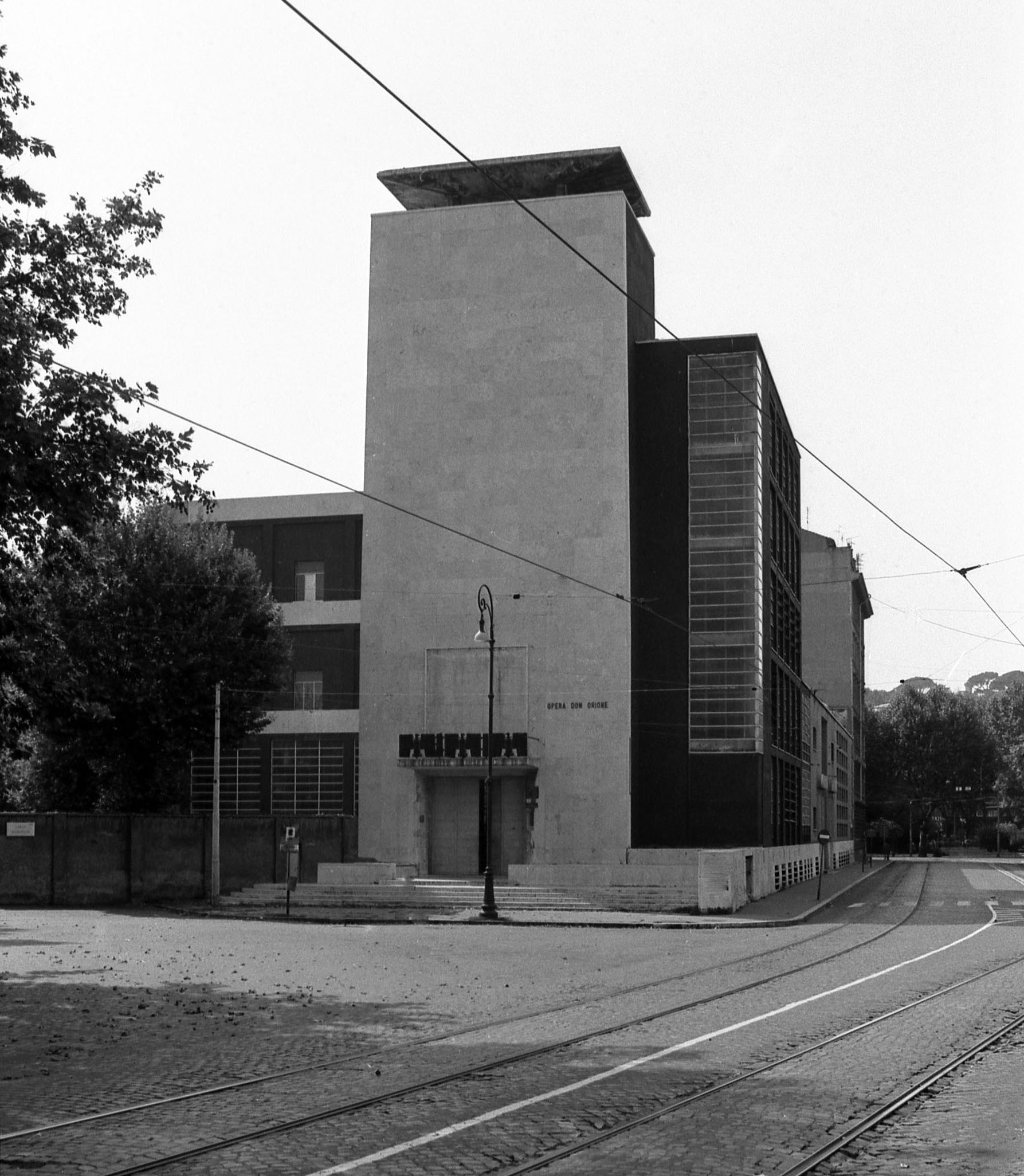
Via Girolamo Induno ed ex edificio della GIL (1981)

- Piazza della Scala
- Piazza di San Calisto

Esempi del secondo tipo sono:
- Piazza Mastai
- Piazza di San Cosimato
- Piazza Sidney Sonnino
- Piazza Giuseppe Gioachino Belli
- Piazza Trilussa

## Sport
Nel calcio, l'Associazione Sportiva Dilettantistica Trastevere Calcio, attualmente milita nella Serie D, Girone G, ed è stata rifondata nel 2012, dopo una pausa di alcuni anni. La prima squadra del rione risale, però, al 1909, con la prima affiliazione in F.I.G.C. del 1925.

## Infrastrutture e trasporti
La stazione di Roma Trastevere è il principale nodo ferroviario a servizio del rione (benché, nonostante il nome, sorga al di fuori di esso) ed è facilmente raggiungibile tramite le due linee tranviarie che percorrono viale di Trastevere. Sostitutiva della monumentale vecchia stazione, è il quarto scalo ferroviario di Roma per numero di passeggeri e vi fermano diverse linee nazionali (ferrovia Tirrenica) e regionali (linee FL1, FL3 e FL5).
Il rione è servito dalle linee di tram 3 e 8, che percorrono viale di Trastevere. La linea 3 (Valle Giulia-Stazione Trastevere) lo collega con Testaccio, Piramide (nodo di scambio con Metro B, Roma-Lido e Stazione Ostiense), Circo Massimo (Metro B), Colosseo (Metro B), San Giovanni (Metro A e Metro C), Porta Maggiore (Roma-Giardinetti), San Lorenzo, Università La Sapienza, Policlinico Umberto I, asse viario viale Regina Elena-viale Regina Margherita-viale Liegi e infine il quartiere Parioli con il Bioparco e la Galleria Nazionale di Arte Moderna. La linea 8 (Piazza Venezia-Casaletto) collega il rione da un lato con largo di Torre Argentina (Teatro Argentina e Ministero della giustizia), piazza Venezia e il Campidoglio, e dall'altro lato tramite la circonvallazione Gianicolense il quartiere Monteverde, l'ospedale San Camillo e Villa Pamphilj.
Il rione è servito da numerose linee di autobus che transitano esclusivamente sul Lungotevere e su viale Trastevere, mentre l'attraversamento dei vicoli del rione è stato riservato alle sole linee di minibus elettrici, il cui servizio è però dal 2016 "sospeso in maniera permanente".